# Carl Grunert
Pour les articles homonymes, voir Grunert.
Carl Grunert, né le 2 novembre 1865 à Naumbourg en province de Saxe et décédé le 22 avril 1918  à Erkner près de Berlin, est un écrivain allemand auteur de poèmes et de pièces de théâtre, mais qui fut surtout célèbre à son époque par ses courts récits d'anticipation. Carl Grunert écrivit également sous le pseudonyme de Carl Friedland.

## Biographie
La vie de Carl Grunert est mal connue. Il naît à Naumbourg en province de Saxe le 2 novembre 1865, où il enseigne au lycée Domgymasium. Il déménage ensuite pour Erkner non loin de Berlin et s'installe dans les environs de Müggelsee où il exerce également le métier d'enseignant.
Il épouse Erna Huth qui lui donne un fils, Carl Georg Friedrich.
Carl Grunert meurt à Erkner à l'âge de 52 ans des suites d'une pneumonie.

## Travail littéraire
Carl Grunert était un lecteur enthousiaste et admirateur du père de la littérature allemande de science-fiction : Kurd Laßwitz. Il appréciait également les œuvres de Jules Verne et de Herbert George Wells qui inspirèrent son œuvre. S'il n'écrivit pas de romans, ses nombreuses nouvelles d'anticipation, dans la droite lignée des nouvelles de Kurd Laßwitz, le rendirent célèbre à son époque.

## Œuvres
Carl Grunert publia différents recueils de poésie et trois pièces de théâtre. Mais la plus grande part de son œuvre fut consacrée à la littérature d'anticipation avec trente-trois nouvelles d'anticipation (Zukunftsnovellen) qui furent publiées en recueils ou dans la presse de l'époque.
Près de la moitié de sa production de nouvelliste a été traduite en langue française, sous forme de recueil, en 2012.

### Poésie
- Schlichte Gedichte, (Simples poèmes, 1887)
- Was die Stunde sprach, (Ce que nous dit l'heure, 1907)
- Liebe und Leben, (Amour et vie, 1910)
- Aus meiner Welt, (Nouvelles de mon monde, 1911)

### Pièces de théâtre
- Ihr seid geschieden!, (Vous avez divorcé !, 1887)
- Judas Ischariot, (Judas Ischariote, 1888)
- Hie Rudelsburg! Hie Naumburg!, (1909)

### Recueils de nouvelles
- Im irdischen Jenseits, 1903 (Dans l'au-delà terrestre, recueil de 7 nouvelles du futur)
- Menschen von Morgen, 1905 (Hommes de demain, recueil de 3 nouvelles du futur)
- Feinde im Weltall ?, 1907 (Des ennemis dans l'univers ?, recueil de 4 nouvelles du futur)
- Der Marsspion, 1908 (L'espion de Mars, recueil de 10 nouvelles)

### Nouvelles du futur
Entre 1903 et 1914 sont parues 32 nouvelles du futur.
- Das Unterseetelephon-Amt (L'Office du téléphone sous-marin)
- Gefangener Sonnenschein (Le rai de soleil captif)
- Auf den Schwingen des Weltäthers (Sur les ailes de l'éther dans l'univers)
- Die Fern-Ehe (Mariage à distance)
- Scarlatina (Ein Fiebertraum) (Scarlatina. Un rêve fiévreux)
- Das Gas X (Le gaz X)
- Unter den Papuas (Ein Ostermärchen) (Chez les Papous. Un conte de Pâques)
- Die Radiumbremse (Le frein au radium)
- Ein Rätsel der Lüfte (Un mystère aérien)
- Das Geschenk des Oxygenius (Le cadeau d'Oxygénius)
- Feinde im Weltall? (Des ennemis dans l'univers ?)
- Nitakerts Erwachen (Le réveil de Nitocris)
- Adam Perennius, der Zeitlose (Adam Perennius, naufragé du temps)
- Der Fremde (L'étranger)
- Heimkehr (Retour)
- Mr. Vivacius Style (M. Vivacius Style)
- Im Fluge zum Frieden (En vol vers la paix)
- Der Mann aus dem Monde (L'homme de la Lune)
- Der Marsspion (L'espion de Mars)
- Pierre Maurignacs Abenteuer (Les aventures de Pierre Maurignac)
- Das Ei des Urvogels (L'œuf préhistorique)
- Katalyse (Catalyse)
- Der verwirrte Telephondraht (Un câble téléphonique égaré)
- Ballon und Eiland (Un ballon et une île)
- Mysis (Mysis)
- Das Ende der Erde? (La destruction de la Terre ?)
- Das Phonogramm von Pompeji (Le phonogramme de Pompéi)
- Das weiße Rätsel (L'énigme blanche)
- Mr. Infrangibles Erfindung (L'invention de M. Infrangible)
- Der schreibende Affe (Le singe qui savait écrire)
- Die Maschine des Theodulos Energeios (La machine de Theodulos Energeios)
- Der Ätherseelenmensch (L'Homme à l'âme éthérée)
- Gelöste Probleme (Problèmes résolus)

## Édition en langue française
Carl Grunert, Au royaume de nulle part. Nouvelles d'anticipation 1905-1908, éditions Nilsane, 2012, 361 p.  (ISBN 9782953009668)

### Études sur l'auteur
- (de) Detlef Münch: Carl Grunert (1865-1918), der Pionier der deutschen Kurzgeschichten-Science-Fiction. Dortmund: Synergen-Verl. 2005. (= Beiträge zur Bibliographie und Rezension der deutschen Science Fiction; 4)  (ISBN 3-935634-52-8)
- Detlef Münch: Carl Grunert (1865-1918), der Pionier der deutschen Kurzgeschichten-Science-Fiction. Synergen, Dortmund 2005 (= Beiträge zur Bibliographie und Rezension der deutschen Science Fiction 4),  (ISBN 3-935634-52-8)
- Thomas Harbach: Carl Grunert: Von bösen Außerirdischen und wahrer Liebe, in: Quarber Merkur (de) 103/104, Franz Rottensteiner (de) Literaturzeitschrift für Science Fiction und Phantastik, Passau 2006, S. 49–70.  (ISBN 978-3-932621-91-8)